# Christiane Krüger
Christiane Krüger (Amburgo, 8 settembre 1945) è un'attrice tedesca, attiva principalmente in campo televisivo.

## Biografia
Figlia d'arte (suo padre era l'attore  Hardy Krüger Sr.  e sua madre era l'attrice Renate Densow), tra cinema e - soprattutto - televisione ha partecipato ad oltre una sessantina di differenti produzioni, a partire dalla seconda metà degli anni sessanta, lavorando sia in produzioni in lingua tedesca sia in lingua francese e inglese. È la sorellastra dell'attore Hardy Krüger Jr. e l'ex-cognata del cantante Udo Jürgens (fratello dell'ex-marito, il pittore e fotografo Manfred Bockelmann), nonché la madre dell'attore Tim Krüger-Bockelmann (avuto da Manfred Bockelmann).
Tra i suoi ruoli principali figurano quello di Christine nel film A doppia faccia, quello di Laura nel film De Sade (1969), quello di Christa nell'omonima serie televisiva (1970), quello di Octavia nella serie televisiva Medusa (1976) e quello di Dolorès Kesselbach nella miniserie televisiva Arsène Lupin joue et perd (1980). È inoltre un volto noto al pubblico per essere apparsa come guest star in vari episodi della serie televisiva L'ispettore Derrick (tra il 1980 e il 1994).

## Filmografia parziale

### Cinema
- 48 Stunden bis Acapulco (1967)
- L'uomo dall'occhio di vetro (1969)
- A doppia faccia, regia di Riccardo Freda (1969)
- De Sade, regia di Cy Endfield (1969)
- Lovemaker - L'uomo per fare l'amore, regia di Ugo Liberatore (1969)
- La polizia tace (1971)
- Little Mother (1973)
- Progetto micidiale, regia di Ken Hughes (1974)
- Salut... j'arrive! (1982)
- Le Dernier Combat (1983)
- Eine Frau für gewisse Stunden (1985)
- Strictement personnel (1985)
- Zimmer 36 (1988)
- Alles Bob! (1999)

### Televisione
- Kolportage - film TV (1968)
- Wo man sich trifft - film TV (1968)
- 11 Uhr 20 - miniserie TV (1970)
- Paul Temple - serie TV, 1 episodio (1970)
- Christa - serie TV (1970)
- Der Kommissar - serie TV, 3 episodi (1970-1974)
- Schnee-Treiben - film TV (1971)
- Squadra speciale K1 - serie TV, 1 episodio (1973)
- Tatort - serie TV, 4 episodi (1974-1996)
- Gestern gelesen - serie TV, 1 episodio (1975)
- Les secrets de la mer rouge - serie TV, 2 episodi (1975)
- Medusa - serie televisiva, 10 episodi (1976)
- Le brigate del tigre - serie TV, 1 episodio (1976)
- Hungária kávéház - serie TV, 1 episodio (1977)
- Die Fälle des Herrn Konstantin - serie TV, 2 episodi (1977)
- Es muß nicht immer Kaviar sein - serie TV, 2 episodi (1977)
- Il commissario Köster (Der Alte) - serie TV, 4 episodi (1977-1988)
- Eine seltsame Bescherung - film TV (1978)
- Golden Soak - miniserie TV (1978)
- Le comte de Monte-Cristo - miniserie TV (1979)
- L'ispettore Derrick - serie TV, ep. 07x06, regia di Theodor Grädler (1980)
- Arsène Lupin joue et perd - miniserie TV, 6 episodi (1980)
- L'ispettore Derrick - serie TV, ep. 07x09, regia di Alfred Vohrer (1980)
- Onkel & Co - serie TV, 1 episodio (1980)
- L'ispettore Derrick - serie TV, ep. 08x10, regia di Alfred Vohrer (1981)
- L'ispettore Derrick - serie TV, ep. 10x02, regia di Alfred Weidenmann (1983)
- Unsere schönsten Jahre - serie TV, 2 episodi (1983)
- L'ispettore Derrick - serie TV, ep. 10x07, regia di Jürgen Goslar (1983)
- Schwarz Rot Gold - serie TV, 1 episodio (1984)
- La clinica della Foresta Nera - serie TV, 2 episodi (1985)
- L'ispettore Derrick - serie TV, ep. 12x07, regia di Jürgen Goslar (1985)
- Anna dai capelli rossi - miniserie televisiva (1985)
- Faber l'investigatore - serie TV, 1 episodio (1986)
- L'ispettore Derrick - serie TV, ep. 14x06, regia di Jürgen Goslar (1987)
- SOKO 5113 - serie TV, 5 episodi (1987-2013)
- Dortmunder Roulette - serie TV (1988)
- Peter Strohm - serie TV, 1 episodio (1989)
- L'ispettore Derrick - serie TV, ep. 16x10, regia di Helmuth Ashley (1989)
- Un caso per due - serie TV, 3 episodi (1990-1992)
- Die lieben Verwandten - serie TV (1991)
- Zwei Schlitzohren in Antalya - serie TV (1991)
- Atemnot - film TV (1991)
- Glückliche Reise - serie TV, 1 episodio (1993)
- L'ispettore Derrick - serie TV, ep. 21x05, regia di Alfred Weidenmann (1994)
- Stefanie - serie TV, 2 episodi (1995)
- The Lost Daughter - film TV (1997)
- Ehen vor Gericht - serie TV, 1 episodio (1999)
- No Sex - film TV (1999)
- Ich schenk dir meinen Mann 2 - film TV (2001)
- SOKO Kitzbühel - serie TV, 1 episodio (2001)
- Il nostro amico Charly - serie TV, 1 episodio (2006)
- Der Traum ihres Lebens - film TV (2006)
- Der Kaiser von Schexing - serie TV, 1 episodio (2009)
- Kissenschlacht - film TV (2011)